# 大澤基胤
大澤基胤（1526年—1605年8月12日），日本戰國時代至江戶時代前期的武將。父親是大澤基相。

## 生平
在大永6年（1526年）出生，家中長男。領有濱名湖東岸的堀江城，並臣從於今川氏。永祿11年末（1568年），德川家康侵攻遠江國，在攻陷曳馬城後，正在攻擊掛川城的家康分兵，並在永祿12年3月12日（1569年4月8日），以一日時間就攻陷基胤的屬將守備的堀川城。
25日（4月21日），家康命令井伊谷三人眾（近藤石見守康用、登之助秀用父子、鈴木三郎大夫重時、女婿菅沼次郎右衛門忠久）攻擊堀江城。此時，率領中安兵部、權太織部泰長等人，數度向德川軍反擊等，作出頑強抵抗，並殺死鈴木重時和許多德川士兵。
家康希望全力攻擊今川氏真逃往的掛川城，因為堀江城的戰況而被激怒，並派遣渡邊成忠為使者，以歸順德川方為條件，給予大澤氏保證領地的誓書。於是臣從於德川氏。
永祿12年4月12日（1569年5月8日），德川方的石川數正、酒井忠次與大澤方的中安兵部、權田織部泰長在堀江城北面的堀川城，成立和議。此後，在德川配下參加三方原之戰、小牧長久手之戰等戰事，在設楽原合戰中，跟隨忠次參戰。
在慶長10年6月28日（1605年8月12日）死去。享年79歲。

## 外部連結
- 武家家伝＿大沢氏（页面存档备份，存于）